# Naranjal (Ecuador)
Naranjal ist eine Stadt und die einzige Parroquia urbana im Kanton Naranjal der ecuadorianischen Provinz Guayas. Die Parroquia besitzt eine Fläche von 636 km². Beim Zensus 2010 betrug die Einwohnerzahl der Parroquia 39.839. Davon lebten 28.487 Einwohner im urbanen Bereich von Naranjal.

## Lage
Die Parroquia Naranjal liegt im Küstentiefland am Fuße der westlichen Anden. Im Westen reicht das Verwaltungsgebiet bis an den Golf von Guayaquil. Der Río Naranjal fließt abschnittsweise entlang der nördlichen Verwaltungsgrenze. Im Süden wird das Gebiet vom Río La Jagua begrenzt. Die Fernstraße E25 (Santa Rosa–Milagro) durchquert die Parroquia in nördlicher Richtung und passiert dabei Naranjal. Die 25 m hoch gelegene Stadt Naranjal befindet sich etwa 60 km ostsüdöstlich der Provinzhauptstadt Guayaquil.
Die Parroquia Naranjal grenzt im Norden an die Parroquias Santa Rosa de Flandes und Jesús María, im Osten und im Südosten an die Provinz Azuay mit den Parroquias Molleturo (Kanton Cuenca) und El Carmen de Pijilí (Kanton Camilo Ponce Enríquez) sowie im Süden an den Kanton Balao.

## Geschichte
Der Ort wurde als „San Jacinto de Chacayacu“ von den Spaniern gegründet. Im Jahr 1557 wurde er in „El Naranjal“ umbenannt.
Am 7. November 1960 wurde der Kanton Naranjal gegründet und Naranjal wurde eine Parroquia urbana und Sitz der Kantonsverwaltung.